# Gerald Cash
Sir Gerald Cash, né le 28 mai 1917 à Nassau et mort le 6 janvier 2003, est un homme d'État bahamien. Il est gouverneur général des Bahamas de 1979 à 1988.

## Biographie
Cash étudie à l'Eastern Senior High School et à la Government High School. Il est admis au barreau des Bahamas en 1940 et au barreau anglais à la Middle Temple en 1948.
En 1949, Cash est élu député au Parlement bahaméen, puis il est membre du Conseil exécutif de 1958 à 1962 et sénateur de 1969 à 1979. 
Il assure l'intérim de Milo Butler comme gouverneur général à partir de septembre 1976, pendant la maladie et après la mort de ce dernier, avant d'être nommé à cette fonction en juillet 1979. Il demeure en poste jusqu'à sa retraite en 1988. Victime d'un accident vasculaire cérébral, il meurt en 2003 à l'âge de 85 ans. 
Marié à Dorothy Long, il a deux fils et une fille. 

## Distinctions
En 1964, il est décoré de l'ordre de l'Empire britannique.
En 1980, il est fait chevalier grand-croix de l'ordre de Saint-Michel et Saint-George (GCMG) et, en 1985, chevalier grand-croix de l'ordre royal de Victoria (GCVO).